# Pénil (Meurthe-et-Moselle)
Pour l’article homonyme, voir Pénil.
Pénil est un hameau et une ancienne commune de Meurthe-et-Moselle en région Grand Est.

## Toponymie
Pesny (1390), Pesnil (1404), Penil (1793), Penis (1801).

## Histoire
Village de l'ancienne province du Barrois.
Faisait partie de la communauté de Meraumont et de la paroisse de Génaville (mairie et cure des Baroches).
Absorbe la localité de Meromont avant 1806, puis est absorbé par Les Baroches en 1809.

## Démographie
| 1793 | 1800 | 1806 |
| ---- | ---- | ---- |
| 325  | 130  | 272  |